# 陈鸣明
陈鸣明（1957年10月—），布依族，贵州贵定人。1976年加入中国共产党。贵州大学哲学系哲学专业毕业，武汉理工大学管理学院企业管理专业在职研究生学历，管理学硕士。历任中共贵州省黔南州委副秘书长；中共贵州省委办公厅副处长、处长、副主任、副秘书长；遵义市委副书记；黔西南州委副书记、代州长、州长、州委书记等职。2011年2月起任黔西南州委书记，兴义军分区党委第一书记。2013年1月起，任贵州省副省长。2018年1月，当选贵州省人大常委会副主任、秘书长。2020年1月，辞去省人大常委会秘书长职务。2021年1月，辞去省人大常委会副主任职务。
2012年11月当选中国共产党第十八届中央委员会候补委员，2017年10月被递补为中国共产党第十八届中央委员会委员。

## 轶事
- 2009年11月8日，注册新浪微博，因罕见的由自己管理并与网友互动，引起广泛关注[4]。
- 2013年7月28日，陈鸣明在其新浪微博上评论转发的微博引发巨大争议并引发公众强烈质疑，面对质疑，其本人表示“愿接受调查自己家人和财产 ”。但截至目前，陈并未公开其个人财产[5]。